# Cratere G. Bond
G. Bond è un cratere lunare di 19,05 km situato nella parte nord-orientale della faccia visibile della Luna, ad est del maggiore cratere Posidonius e a sud del Lacus Somniorum e dei resti del cratere Hall.
Il cratere è situato in una regione dove è presente del terreno accidentato a nordovest della montagna Montes Taurus.
Ha una forma pressappoco circolare che non ha subito impatti significativi, con una forma a ciotola con un fondo interno che si estende circa per metà del diametro. Le pareti interne non presentano strutture significative.
A ovest del cratere G. Bond è presente la Rima G. Bond: una crepa con orientamento nord-sud che si estende per una lunghezza di circa 150 km.
Il cratere è dedicato all'astronomo statunitense George Phillips Bond.

## Crateri correlati
Alcuni crateri minori situati in prossimità di G. Bond sono convenzionalmente identificati, sulle mappe lunari, attraverso una lettera associata al nome.
| G. Bond | Coordinate            | Diametro (in km) |
| ------- | --------------------- | ---------------- |
| A       | 31°34′48″N 36°52′12″E | 9,19             |
| B       | 29°57′00″N 34°40′12″E | 32,38            |
| C       | 28°17′24″N 34°45′00″E | 46,65            |
| G       | 32°44′24″N 37°15′00″E | 27,32            |
| K       | 32°08′24″N 38°19′48″E | 12,47            |